# Hrady Českého středohoří
Hrady Českého středohoří je občanské sdružení, který se snaží o výzkum, provozování a především propagaci hradů, zámků, tvrzí a dalších nemovitých památek na území Českého středohoří. V současné době se také snaží o vybudování turistického informačního systému České středohoří-země hradů.

## Členové
- město Lovosice
- město Třebenice
- obec Třebušín
- obec Velemín
- obec Vlastislav
- občanské sdružení Genius Loci Sutomis
- Občanské sdružení pro záchranu hradu Kostomlaty
- MUDr. Kryštof Derner (Ústav archeologické památkové péče severozápadních Čech v Mostě)
- Harald Fritzsch (odborník na logistiku, umělecký fotograf)
- Jiří Hauf (zastupitel města Lovosice)
- Bc. Milan Sýkora (Ústav archeologické památkové péče severozápadních Čech v Mostě)
- Ing. Hynek Veselý (spoluautor portálu castles.cz)

Čestný předsedou je Ing. arch. Jaroslav Pachner, člen České komory architektů.

## Objekty
- hrady – Kalich, Kamýk, Kostomlaty pod Milešovkou, Košťálov, Litýš, Oltářík, Opárno, Ostrý, Panna, Skalka
- zámky – Skalka
- kostely – Kostel sv. Petra a Pavla na Sutomi